# Damnesia
Damnesia è un album della band punk rock Alkaline Trio, pubblicato il 12 luglio 2011 attraverso la loro etichetta Heart & Skull, una società mista tra Epitaph Records.

## Descrizione
Questo album, quasi totalmente acustico, consiste in una "selezione delle canzoni più amate dai fan e presentate in una versione semi-unplugged". L'album include due nuove canzoni, "Olde English 800" e "I Remember a Rooftop", anche una cover della canzone "I Held Her in My Arms" dei Violent Femmes'. È stato pubblicato un video che consiste in un cortometraggio per la canzone "Clavicle", e la band ha effettuato un tour per il loro quindicesimo anniversario negli Stati Uniti, anche per pubblicizzare il nuovo album.

## Tracce
1. Calling All Skeletons – 3:31 (Matt Skiba, Dan Andriano, Derek Grant)
2. Nose Over Tail – 2:41 (Skiba, Rob Doran, Glenn Porter)
3. This Could Be Love – 4:26 (Skiba, Andriano, Grant)
4. Every Thug Needs a Lady – 3:42 (Skiba, Andriano, Grant)
5. Clavicle – 2:38 (Skiba, Andriano, Porter)
6. Mercy Me – 3:02 (Skiba, Andriano, Grant)
7. The American Scream – 3:15 (Skiba, Andriano, Grant)
8. We've Had Enough – 2:48 (Skiba, Andriano, Grant)
9. Olde English 800 – 1:37 (Skiba, Andriano, Grant)
10. I Held Her in My Arms (originally performed by the Violent Femmes) – 2:43 (Gordon Gano)
11. Blue in the Face – 3:40 (Skiba, Andriano, Grant)
12. I Remember a Rooftop – 3:38 (Skiba, Andriano, Grant)
13. Private Eye – 3:47 (Skiba, Andriano, Mike Felumlee)
14. You've Got So Far to Go – 3:12 (Skiba, Andriano, Porter)
15. Radio – 5:23 (Skiba, Andriano, Porter)

Durata totale: 50:03

## Componenti
- Matt Skiba – chitarra, voce
- Dan Andriano – basso, voce
- Derek Grant – batteria